# Interkabinettenwerkgroep
Een interkabinettenwerkgroep (IKW) of werkgroep beleidscoördinatie is een officieus beleidsvoorbereidend orgaan in de federale en deelstatelijke politiek van België. Kabinetsmedewerkers van diverse ministers plegen er overleg en brengen er compromissen tot stand. De meeste regelgeving wordt onderhandeld en afgeklopt in IKW's, waarna ze – in het geval van wetgeving – als wetsontwerp of zelfs als wetsvoorstel naar het parlement gaat.
Naargelang de behoeften kunnen IKW's worden gehouden tussen kabinetten van de meerderheidspartijen, van eenzelfde politieke familie of van eenzelfde politieke partij. Voor bepaalde thema's wordt een permanente IKW opgericht, maar ook bijeenkomsten ad hoc zijn gangbaar.
In de beslotenheid van IKW's kunnen beslissingen worden genomen over zaken die niet op de officiële ministeriële agenda's staan ('non-papers'). Ook kan een IKW afzien van het nemen van notities. De agenda's en documentatie van de IKW's worden niet systematisch bewaard en soms actief vernietigd.
Het systeem van IKW's wordt soms bekritiseerd omdat het de echte wetgevende macht zou vertegenwoordigen en het parlementair debat zou hebben gedevalueerd. De uitkomst van een IKW wordt hoogstens nog besproken met de parlementaire fracties in het zogenaamde meerderheidsoverleg, waarna het debat met de oppositie in het eigenlijke gremium geen inhoudelijke impact meer heeft. In die zin zijn IKW's een instrument van de particratie.

## Voetnoten
1. ↑  De beleidsorganen van de regeringsleden[dode link], belgium.be (geraadpleegd 24 juli 2022)
2. ↑  Hoe komt Vlaamse wetgeving tot stand?, vlaanderen.be (geraadpleegd 24 juli 2022). Gearchiveerd op 19 april 2023.
3. 1 2 3  Florian Daemen, Onderzoeksrapport over de vorming, verwerving en waardering van kabinetsarchieven in Vlaanderen en Brussel, Archiefbank Vlaanderen, 2019
4. ↑  Jasper Stuer, De regering in ‘spaaklopende zaken’. Een alternatief kader voor de regering in lopende zaken ten tijde van politieke versnippering in België in: Jura Falconis, 2021, p. 153
5. ↑  Experten werken niet meer mee aan strafwetboek: "Politiek wil méér repressie, daar willen we ons niet aan verbinden" VRT NWS, 11 september 2018
6. ↑  Thomas De Rous, Informele strategieën van parlementsleden ter beïnvloeding van de besluitvorming, masterthesis UGent, 2019, p. 25